# Karl von Gontard

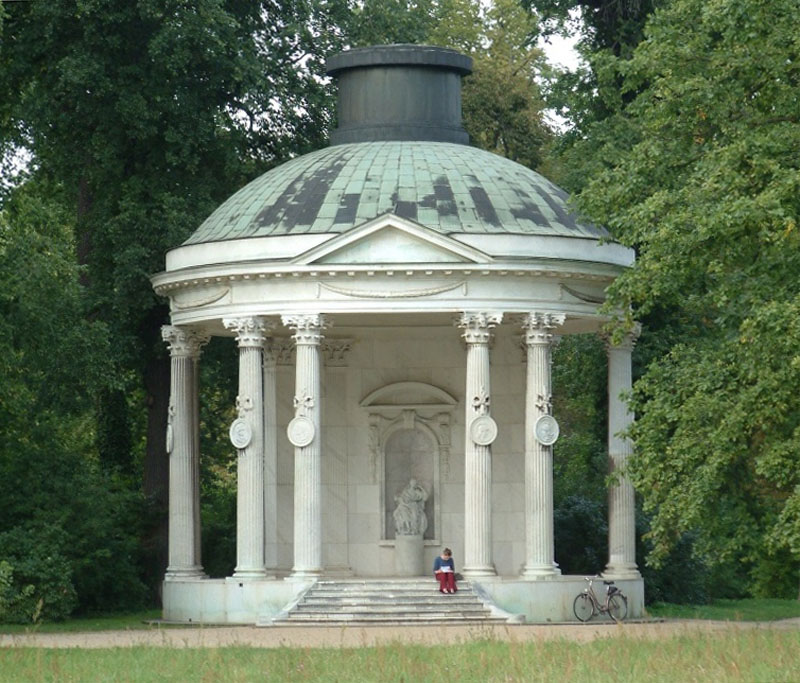
Świątynia Przyjaźni w parku Sanssouci w Poczdamie

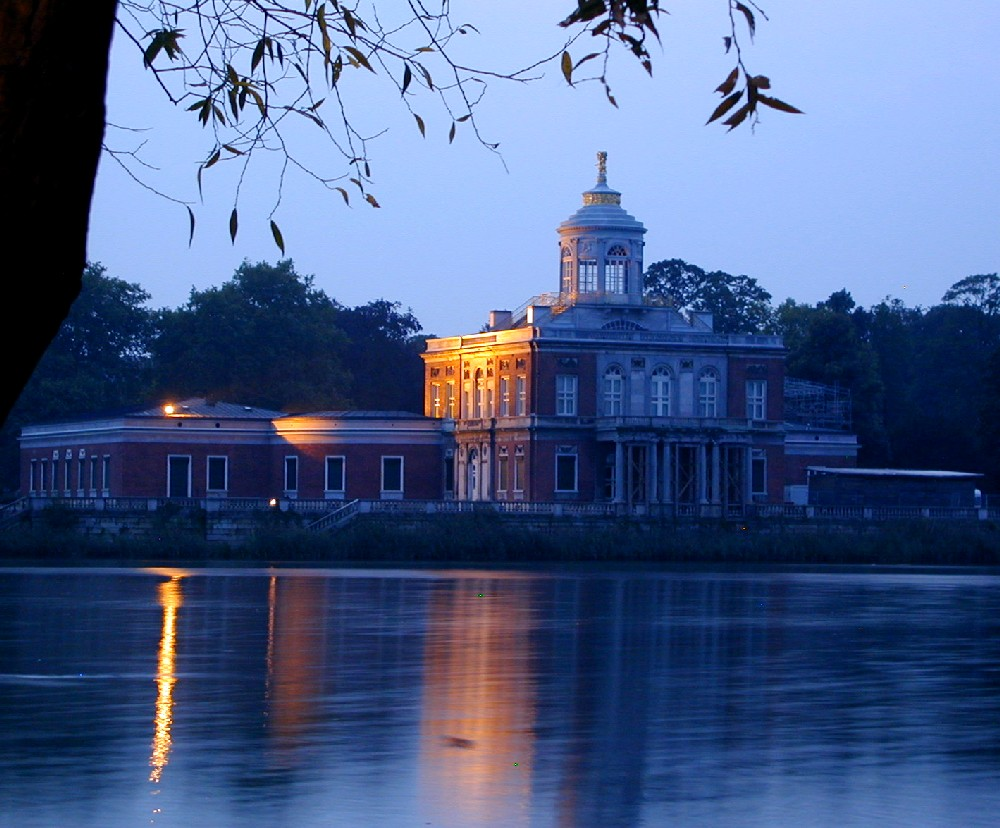
Pałac Marmurowy w Nowym Ogrodzie w Poczdamie

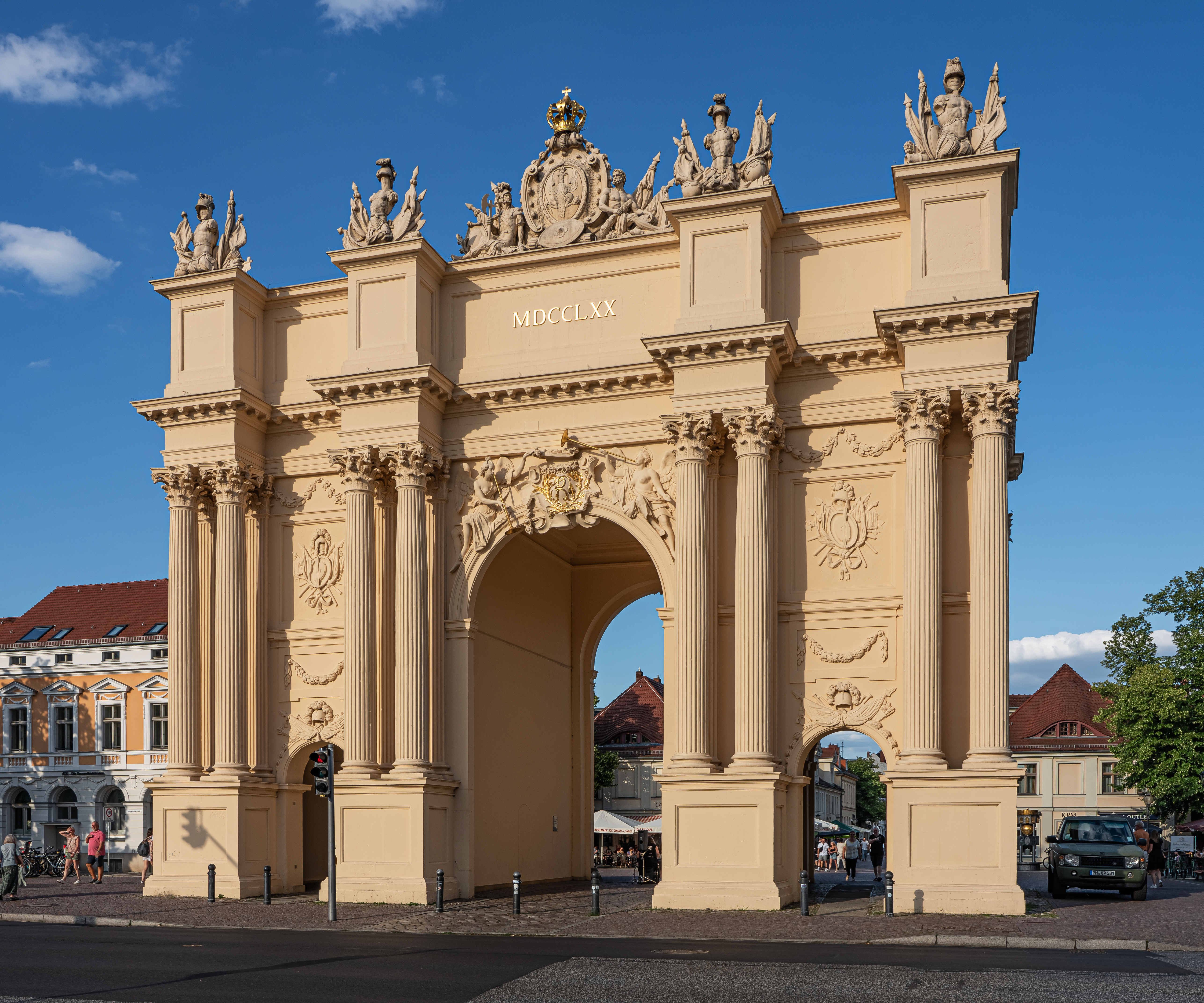
Brama Brandenburska w Poczdamie

Karl Philipp Christian von Gontard (ur. 13 stycznia 1731 w Mannheim, zm. 23 września 1791 we Wrocławiu) – niemiecki architekt wczesnego klasycyzmu, działający głównie na terenie Poczdamu, Berlina i Bayreuth.

## Życiorys
Pierwsze studia architektoniczne odbył w Bayreuth a następnie kształcił się w Paryżu u François Blondela, dokąd wysłał go margrabia Fryderyk. Von Gontard towarzyszył margrabiemu w podróży studyjnej przez Włochy i Grecję.
Przed wstąpieniem do służby u króla Prus Fryderyka Wielkiego w 1764, von Gontard sprawował funkcję budowniczego u siostry Fryderyka margrabiny Bayreuth Wilhelminy Pruskiej. Przenosiny do Berlina podyktowane były małą liczbą zleceń po śmierci margrabiego Fryderyka w myśl polityki oszczędności prowadzonej przez jego następcę.
Po przeprowadzce von Gontard z początku mieszkał w Büringschen Vorwerk, miejscu późniejszego pałacu Charlottenhof. W 1777 kupił dom przy Benckertstraße 16 w dzielnicy holenderskiej w Poczdamie, gdzie mieszkał przez dwa lata.
Fryderyk zatrudnił von Gontarda do prowadzenia budowy Nowego Pałacu pod Poczdamem według projektu Johanna Gottfrieda Büringa (1723–1788), który opuścił przedsięwzięcie wskutek licznych nieporozumień z królem. Von Gontard zajął się przede wszystkim projektowaniem pałacowych wnętrz. W 1779 przeprowadził się do Berlina, by pracować na zlecenie Fryderyka Wielkiego nad projektami wież katedry niemieckiej i francuskiej. W latach 1787–1791 wzniósł na zlecenie Fryderyka Pałac Marmurowy w Nowym Ogrodzie w Poczdamie.

## Dzieła
- domy mieszczaństwa w Bayreuth
- zabudowania pałacowe w Bayreuth
- zabudowania w Bayreuth (apteka dworska, plebania kościoła pałacowego)
- 1751–1753 – budynek sierocińca (niem. Militärwaisenhaus) w Poczdamie[5]
- 1701–1708 – projekt wież katedry niemieckiej (niem. Deutscher Dom)[5]
- 1701–1705 – projekt wież katedry francuskiej (niem. Französischer Dom) przy Gendarmenmarkt w Berlinie[5] (zrealizowana przez H. Ungera w 1781)
- 1777–1780 – zabudowania kolumnowe kolumnady królewskiej w Berlinie
- w parku Sanssouci w Poczdamie:
  - od 1765 – rozbudowa Nowego Pałacu[5]
  - 1768–1769 – Antikentempel
  - 1768–1770 – Świątynia Przyjaźni
- 1785 – projekty wnętrz pokoi królewskich w dawnym pałacu miejskim w Berlinie (niem. Berliner Stadtchloss)
- 1787–1791 – Pałac Marmurowy w Nowym Ogrodzie w Poczdamie[5]
- 1787–1788 – Brama Oranienburska (niem. Oranienburger Tor) w Berlinie
- Brama Brandenburska (niem. Brandenburger Tor) w Poczdamie
- 1770 – kościół ewangelicki św. Bartłomieja w Bindlach koło Bayreuth (razem z Rudolfem Heinrichem Richterem)

## Literatura dodatkowa
- Astrid Fick: Potsdam – Berlin – Bayreuth. Carl Phillip Christian von Gontard (1731–1791) und seine bürgerlichen Wohnhäuser, Immediatbauten und Stadtpalais. Petersberg: Imhof, 2000. ISBN 3-932526-42-2. (niem.). Brak numerów stron w książce